# Far til fire med fuld musik
Far til fire med fuld musik é um filme família dinamarquês de 1961 dirigido por Alice O'Fredericks e Robert Saaskin .

## Fundida
- Karl Stegger as Far
- Peter Malberg como Onkel Anders
- Agnes Rehni como Fru Sejrsen
- Hanne Borchsenius como Søs
- Ib Mossin como Peter (e voz do Senhor)
- Rudi Hansen como Mie
- Otto Møller Jensen como Ole
- Ole Neumann como Lille Per
- Einar Juhl como Rektor
- Kirsten Passer como Frk. Ludvigsen
- Jørgen Buckhøj como Betjent
- Gunnar Lemvigh como Opdageren
- Ove Rud como Købmanden
- Torsten Fønss como Leif
- Leo Bandrup Knudsen como Ulf
- Poul Finn Poulsen como Klaus
- Dorte Bjørndal como Nina
- Harald Nielsen como Mister (apelidado por Ib Mossin )
- Helmer Bonde como Jens